# Hrvatačko polje
Hrvatačko polje je krško polje u Zagori. Obuhvaća 19 km² plodne zemlje. Nalazi se između brane Peruća i Sinja (iza kojeg počinje Sinjsko polje). Kroz polje prolazi rijeka Cetina, a u samom polju se u nju ulijevaju rječica Rumin, te potoci Krupa, Žužino vrilo, Vojskova, Šajan, Jajevac. U polju su i dva jezera, Miloševo i Stipančevo jezero.
U polju su naselja Hrvace, Rumin, Bajagić, Obrovac Sinjski, Čitluk i Karakašica.